# Annalena Slamik
Annalena Slamik (23 de marzo de 2003) es una deportista austríaca que compite en esquí en la modalidad de combinada nórdica. Ganó una medalla de bronce en el Campeonato Mundial de Esquí Nórdico de 2023, en el trampolín normal + 2 × 2,5 km/2 × 5 km equipo mixto.

## Palmarés internacional
| Campeonato Mundial | Campeonato Mundial  | Campeonato Mundial | Campeonato Mundial                    |
| Año                | Lugar               | Medalla            | Prueba                                |
| ------------------ | ------------------- | ------------------ | ------------------------------------- |
| 2023               | Planica (Eslovenia) | Medalla de bronce  | TN + 2 × 2,5 km/2 × 5 km equipo mixto |